# Taça das Nações
La Taça das Nações (in spagnolo Copa de las Naciones, in inglese Nations' Cup, letteralmente Coppa delle Nazioni), anche detta Copa Euroamericana e Piccola Coppa del Mondo, fu un torneo internazionale di calcio organizzato dalla Confederação Brasileira de Desportos per celebrare il cinquantesimo anniversario della propria fondazione e tenutosi dal 30 maggio al 7 giugno 1964.
Si trattava di una competizione a inviti in cui la squadra di casa del Brasile ospitò tre nazionali pretendenti al titolo in palio nel successivo campionato mondiale di calcio 1966: l'Argentina, l'Inghilterra e il Portogallo.

## Torneo
Il Brasile, all'epoca campione del mondo ininterrottamente dal 1958, presentava un organico completo dei propri elementi di maggior valore, in primis Jairzinho, Pelé e Vavá.
L'Inghilterra fino a quel momento aveva partecipato al mondiale per quattro volte e aveva ottenuto risultati alterni, ma avrebbe ospitato il mondiale successivo ed era in cerca di conferme circa il proprio valore e le proprie reali possibilità di vittoria.
Il CT Ramsey convocò nomi di primo piano come Bobby Moore, Bobby Charlton e Jimmy Greaves.
Ramsey approfittò inoltre della manifestazione per fare alcuni esperimenti convocando elementi che non avevano avuto occasione di mettersi in mostra in precedenza, tra i quali Johnny Byrne, Tony Waiters e Gordon Milne.
L'Argentina, che pur disponeva di una rosa competitiva e vantava ottimi singoli - quali Antonio Rattín, Alfredo Rojas e José Varacka - viveva in realtà un periodo piuttosto controverso: la Selección era indubbiamente una delle più forti del Sud America (fino ad allora aveva partecipato a quasi tutte le edizioni del Campeonato Sudamericano de Football e l'aveva vinto 12 volte), tuttavia a livello intercontinentale i risultati faticavano ad arrivare. Infatti l'unico risultato rilevante ai Mondiali era stato il secondo posto conquistato nel 1930, mentre alle Olimpiadi avevano conquistato un argento nel 1928.
Va fatto però notare come gli scarsi risultati ottenuti dall'albiceleste in campo mondiale erano, in parte, dovuti ad una normativa dell'AFA che obbligava i vari commissari tecnici a convocare i soli calciatori argentini che militavano nel campionato nazionale: questo per l'Argentina rappresentava un grosso handicap dal momento che molti dei suoi migliori interpreti giocavano in Europa.
Il Portogallo infine sembrava essere la compagine più debole. In effetti, fino al quel momento, la nazionale lusitana aveva partecipato ad un solo torneo internazionale, ovvero i Giochi olimpici di Amsterdam 1928 nel corso dei quali aveva raggiunto i quarti di finale; eppure all'epoca il calcio portoghese era in forte crescita e gli iberici schieravano diversi calciatori affermati ai massimi livelli, tra i quali Mário Coluna, Eusébio, José Augusto e António Simões, che rappresentavano i quattro quinti dell'attacco del Benfica due volte campione d'Europa.
La competizione venne vinta dall'Argentina che, grazie a una serie di ottime prestazioni, terminò il torneo vincendo tutt'e tre gli incontri e senza subire gol. La vittoria di questo trofeo ebbe grande risonanza mediatica in patria tanto è vero che ancora oggi la Taça das Nações viene identificata come "Il primo grande titolo argentino". Il principale motivo del clamore stava nel fatto che la Taça das Nações è stato il primo trofeo vinto dalla Selección al quale avessero partecipato anche nazionali non sudamericane e pertanto rappresentò una svolta nel calcio argentino; svolta che venne confermata due anni più tardi ai mondiali inglesi: l'Argentina raggiunse i quarti di finale e per la prima volta dopo 36 anni riuscì a superare il primo turno dei mondiali.

## Risultati

### Incontri
| Arbitro: | Schwinte |

|                                                        |           |             |
| Rinaldo 35’, 59’ Pelé 63’ Julinho 68’ Roberto Dias 88’ | Marcatori | 49’ Greaves |

| Arbitro: | Horn |

|                     |           |  |
| Rojas 58’ Rendo 89’ | Marcatori |  |

| Arbitro: | Dienst |

|                          |           |  |
| Onega 38’ Telch 61’, 89’ | Marcatori |  |

| Arbitro: | Marques |

|          |           |           |
| Hunt 57’ | Marcatori | 40’ Peres |

| Arbitro: | Horn |

|           |           |  |
| Rojas 66’ | Marcatori |  |

| Arbitro: | Schwinte |

|                                        |           |            |
| Pelé 10’ Jairzinho 21’ Gérson 76’, 80’ | Marcatori | 54’ Coluna |

### Classifica finale
| Pos. | Squadra     | Pt | G | V | N | P | GF | GS | DR |
| ---- | ----------- | -- | - | - | - | - | -- | -- | -- |
| 1.   | Argentina   | 6  | 3 | 3 | 0 | 0 | 6  | 0  | +6 |
| 2.   | Brasile     | 4  | 3 | 2 | 0 | 1 | 9  | 5  | +4 |
| 3.   | Inghilterra | 1  | 3 | 0 | 1 | 2 | 2  | 7  | -5 |
| 4.   | Portogallo  | 1  | 3 | 0 | 1 | 2 | 2  | 7  | -5 |

### Classifica marcatori
2 reti
- Alfredo Rojas
- Roberto Telch
- Gérson
- Pelé
- Rinaldo

1 rete
- Alberto Rendo
- Ermindo Onega
- Jairzinho
- Julinho
- Roberto Dias
- Jimmy Greaves
- Roger Hunt
- Fernando Peres
- Mário Coluna

## Convocazioni
L'età dei calciatori è relativa al 30 maggio 1964, data di inizio della manifestazione.

### Argentina[4]
Allenatore:  José Minella
| N. | Pos. | Giocatore          | Data nascita (età)          | Pres. | Squadra            |
| -- | ---- | ------------------ | --------------------------- | ----- | ------------------ |
|    | P    | Amadeo Carrizo     | 12 giugno 1926 (37 anni)    |       | River Plate        |
|    | P    | Edilberto Righi    | 15 luglio 1936 (27 anni)    |       | Banfield           |
|    | D    | Rubén Magdalena    | 30 marzo 1942 (22 anni)     |       | Boca Juniors       |
|    | D    | José Ramos Delgado | 26 agosto 1935 (28 anni)    |       | River Plate        |
|    | D    | Carmelo Simeone    | 22 settembre 1934 (29 anni) |       | Boca Juniors       |
|    | D    | Adolfo Vázquez     | 6 agosto 1936 (27 anni)     |       | Banfield           |
|    | D    | Miguel Ángel Vidal | 17 agosto 1934 (29 anni)    |       | Huracán            |
|    | D    | Abel Vieytez       | 7 dicembre 1942 (21 anni)   |       | Argentinos Juniors |
|    | C    | Enrique Fernández  | 21 marzo 1944 (20 anni)     |       | River Plate        |
|    | C    | José Mesiano       | 1º maggio 1942 (22 anni)    |       | Argentinos Juniors |
|    | C    | Ermindo Onega      | 30 aprile 1940 (24 anni)    |       | River Plate        |
|    | C    | Antonio Rattín     | 16 maggio 1937 (27 anni)    |       | Boca Juniors       |
|    | C    | Alberto Rendo      | 3 gennaio 1940 (24 anni)    |       | Huracán            |
|    | C    | Roberto Telch      | 6 novembre 1943 (20 anni)   |       | San Lorenzo        |
|    | C    | José Varacka       | 27 maggio 1932 (32 anni)    |       | River Plate        |
|    | A    | Luis Artime        | 2 dicembre 1938 (25 anni)   |       | River Plate        |
|    | A    | Adolfo Bielli      | 15 giugno 1940 (23 anni)    |       | Estudiantes (LP)   |
|    | A    | Victorio Casa      | 28 ottobre 1943 (20 anni)   |       | San Lorenzo        |
|    | A    | Mario Chaldú       | 6 giugno 1942 (21 anni)     |       | Banfield           |
|    | A    | Pedro Prospitti    | 24 luglio 1941 (22 anni)    |       | Independiente      |
|    | A    | Alfredo Rojas      | 20 febbraio 1937 (27 anni)  |       | Gimnasia (LP)      |
|    | A    | Daniel Willington  | 1º settembre 1942 (21 anni) |       | Vélez Sarsfield    |

### Brasile(lista incompleta)[5]
Allenatore:  Vicente Feola
| N. | Pos. | Giocatore      | Data nascita (età)          | Pres. | Squadra       |
| -- | ---- | -------------- | --------------------------- | ----- | ------------- |
|    | P    | Gilmar         | 22 agosto 1930 (33 anni)    |       | Santos        |
|    | D    | Brito          | 9 agosto 1939 (24 anni)     |       | Vasco da Gama |
|    | D    | Carlos Alberto | 17 luglio 1944 (19 anni)    |       | Fluminense    |
|    | D    | Joel Camargo   | 18 settembre 1946 (17 anni) |       | Santos        |
|    | D    | Rildo          | 3 gennaio 1942 (22 anni)    |       | Botafogo      |
|    | C    | Carlinhos      | 19 novembre 1937 (26 anni)  |       | Flamengo      |
|    | C    | Roberto Dias   | 1º giugno 1943 (20 anni)    |       | San Paolo     |
|    | C    | Gérson         | 11 gennaio 1941 (23 anni)   |       | Botafogo      |
|    | C    | Jairzinho      | 25 dicembre 1944 (19 anni)  |       | Botafogo      |
|    | C    | Julinho        | 29 luglio 1929 (34 anni)    |       | Palmeiras     |
|    | A    | Aírton Beleza  | 19 maggio 1942 (22 anni)    |       | Flamengo      |
|    | A    | Pelé           | 23 ottobre 1940 (23 anni)   |       | Santos        |
|    | A    | Rinaldo        | 19 febbraio 1941 (23 anni)  |       | Palmeiras     |
|    | A    | Vavá           | 12 novembre 1934 (29 anni)  |       | América       |
|    | A    | Mário Zagallo  | 9 agosto 1931 (32 anni)     |       | Botafogo      |

### Inghilterra
Allenatore:  Alf Ramsey
| N. | Pos. | Giocatore      | Data nascita (età)          | Pres. | Squadra           |
| -- | ---- | -------------- | --------------------------- | ----- | ----------------- |
|    | P    | Gordon Banks   | 30 dicembre 1937 (26 anni)  |       | Leicester City    |
|    | P    | Tony Waiters   | 1º febbraio 1937 (27 anni)  |       | Blackpool         |
|    | D    | Jimmy Armfield | 21 settembre 1935 (28 anni) |       | Blackpool         |
|    | D    | George Cohen   | 22 ottobre 1939 (24 anni)   |       | Fulham            |
|    | D    | Bobby Moore    | 12 aprile 1941 (23 anni)    |       | West Ham Utd      |
|    | D    | Maurice Norman | 8 maggio 1934 (30 anni)     |       | Tottenham         |
|    | D    | Bobby Thomson  | 5 dicembre 1943 (20 anni)   |       | Wolverhampton     |
|    | D    | Ray Wilson     | 17 dicembre 1934 (29 anni)  |       | Huddersfield Town |
|    | C    | George Eastham | 23 settembre 1936 (27 anni) |       | Arsenal           |
|    | C    | Ron Flowers    | 28 luglio 1934 (29 anni)    |       | Wolverhampton     |
|    | C    | Gordon Milne   | 29 marzo 1937 (27 anni)     |       | Liverpool         |
|    | C    | Alan Mullery   | 23 novembre 1941 (22 anni)  |       | Fulham            |
|    | C    | Terry Paine    | 23 marzo 1939 (25 anni)     |       | Southampton       |
|    | C    | Peter Thompson | 27 novembre 1942 (21 anni)  |       | Liverpool         |
|    | A    | Johnny Byrne   | 13 maggio 1939 (25 anni)    |       | West Ham Utd      |
|    | A    | Bobby Charlton | 11 ottobre 1937 (26 anni)   |       | Manchester Utd    |
|    | A    | Jimmy Greaves  | 20 febbraio 1940 (24 anni)  |       | Tottenham         |
|    | A    | Roger Hunt     | 20 luglio 1938 (25 anni)    |       | Liverpool         |
|    | A    | Fred Pickering | 19 gennaio 1941 (23 anni)   |       | Everton           |

### Portogallo(lista incompleta)[5]
Allenatore:  José Maria Antunes
| N. | Pos. | Giocatore           | Data nascita (età)          | Pres. | Squadra          |
| -- | ---- | ------------------- | --------------------------- | ----- | ---------------- |
|    | P    | Américo             | 6 marzo 1933 (31 anni)      |       | Porto            |
|    | D    | Alexandre Baptista  | 17 febbraio 1942 (22 anni)  |       | Sporting Lisbona |
|    | D    | José Carlos         | 22 settembre 1941 (22 anni) |       | Sporting Lisbona |
|    | D    | Alberto Festa       | 21 luglio 1939 (24 anni)    |       | Porto            |
|    | D    | Pedro Gomes         | 16 ottobre 1941 (22 anni)   |       | Sporting Lisbona |
|    | C    | José Augusto        | 13 aprile 1937 (27 anni)    |       | Benfica          |
|    | C    | Mário Coluna        | 6 agosto 1935 (28 anni)     |       | Benfica          |
|    | C    | Hernâni             | 1º novembre 1931 (32 anni)  |       | Porto            |
|    | C    | Fernando Mendes     | 15 luglio 1937 (26 anni)    |       | Sporting Lisbona |
|    | C    | Fernando Peres      | 18 gennaio 1943 (21 anni)   |       | Belenenses       |
|    | C    | Custódio Pinto      | 9 febbraio 1942 (22 anni)   |       | Porto            |
|    | C    | António Simões      | 14 dicembre 1943 (20 anni)  |       | Benfica          |
|    | C    | Vicente             | 24 settembre 1935 (28 anni) |       | Belenenses       |
|    | A    | Eusébio             | 25 gennaio 1942 (22 anni)   |       | Benfica          |
|    | A    | José Augusto Torres | 8 settembre 1938 (25 anni)  |       | Benfica          |